# 夢の扉 〜NEXT DOOR〜
『夢の扉 〜NEXT DOOR〜』（ゆめのとびら ネクストドア）は、TBS系列で、2004年10月3日から2011年4月3日まで、毎週日曜日の18時30分から19時（JST）に放送されたドキュメンタリー番組。
NTTドコモの一社提供番組であり、番組開始前にカウキャッチャーとして1分間同グループのCMが放送された。

## 番組概要
様々な分野で活躍している人物を紹介し、番組の終盤にこれからの目標をMY GOALに記してもらう。
同番組は民放連の「児童・青少年に見ていただきたい番組」に推薦されている。また、千住明による音楽も評価が高い。
上記の通り、2011年4月3日で放送終了し、翌週の4月10日からは『夢の扉+』と改題・リニューアルして放送されている。音声モードもモノラルからステレオに変更された。

## 出演者

### ナレーター
- 宮沢りえ（女優、放送開始 - 2007年9月30日）
- 長峰由紀（TBSアナウンサー、2007年10月7日 - 2010年3月28日）
- 出水麻衣（TBSアナウンサー、2010年4月4日 - 終了まで）
- 堀井美香（TBSアナウンサー、2010年8月29日 - 終了まで）

### ドリームナビゲーター
番組リポーター。2010年9月19日を最後に廃止。
今まで出演した全ドリームナビゲーター
- あがたゆうな
- 麻宮美果
- 雨宮朋絵
- 飯野めぐみ
- 井上碧
- 今村恵子
- 上原美佐
- 内山理名
- 映美くらら
- 遠藤みずき
- 大石里紗
- 大櫛エリカ
- 大沢あかね
- 大島久美子
- 大多月乃
- 岡まゆみ
- 緒川たまき
- 小川奈那
- 小倉隆史
- 梶原真弓
- 海保知里
- 和希沙也
- 桂亜沙美

- 金子貴俊
- 川瀬良子
- 川田亜子
- 河村和奈
- 貫地谷しほり
- 小林恵美
- 木村綾子
- 木村郁美
- 京野ことみ
- 久遠さやか
- 小西美帆
- 近藤しづか
- 紺谷みえこ
- 阪本麻美
- 嵯峨百合子
- さくら
- 佐倉真衣
- 早良めぐみ
- 塩山みさこ
- 品川景子
- 庄司麻衣
- 髙田万由子
- 龍田梨恵

- 田中佳奈
- 田中有紀美
- 田中律子
- 玉井美輪
- 玉城ちはる
- 田丸麻紀
- 豊原愛
- 内藤陽子
- 永井大
- 中園友乃
- 中田有紀
- 仲代奈緒
- 中森友香
- 新妻さとこ
- 西山繭子
- 原沙知絵
- 原幹恵
- 平田弥里
- 平田裕香
- 広重玲子
- 藤井美菜
- 藤谷文子
- 藤村知可

- 藤森夕子
- 堀井美香
- 堀越のり
- 益子梨恵
- 松下恵
- 松田洋昌
- 松原渓
- 松本英子
- 松本まりか
- 馬渕英俚可
- 水木ゆうな
- 宮越かおり
- 民部良子
- 村井美樹
- 村松えり
- 山内あゆ
- 山川恵里佳
- 山口紗弥加
- 山口日記（現・日記）
- 優木まおみ
- ゆりん
- ユンソナ
- 渡瀬美遊

## スタッフ
- 総合演出：田中経一
- 総合構成：尾首大樹
- 構成：古井知克
- 音楽：千住明
- 撮影：白石利彦
- 音声：松井繁樹
- 編集：安達憲一
- オフライン編集：高橋智子
- MA：久保田隆
- 選曲：井田栄司
- 美術：清水久
- CG：鈴木千夏、持田学
- イラスト：対比地一正
- 宣伝：小山陽介
- デスク：大島史子
- 協力：東通
- 制作協力：TBS-V、エフ・エフ、オルタスジャパン
- AP：中村奈穂
- AD：渡辺尊光、岩崎貴史
- ディレクター：金窓荘二郎
- 演出：三谷良通
- プロデューサー：斉藤裕之、飯田晃嘉
- チーフプロデューサー：菊野浩樹
- 製作：ドリマックス・テレビジョン、TBS

## テーマソング
- 平原綾香『新世界』

## 放送リスト
| 回数 | 放送日付       | ドリームナビゲーター              | 題名                                                                                         |
| ---- | -------------- | --------------------------------- | -------------------------------------------------------------------------------------------- |
| 1    | 2004年10月17日 | 石井重行                          | メイド・イン・ジャパン 車椅子エンジニア                                                      |
| 2    | 2004年10月24日 | 金城浩二                          | サンゴを海に植えて地球を救う                                                                 |
| 3    | 2004年10月31日 | パティ・レーガン                  | フロリダのサルの楽園 Part1                                                                   |
| 4    | 2004年11月7日  | パティ・レーガン                  | フロリダのサルの楽園 Part2                                                                   |
| 5    | 2004年11月14日 | キース・ロビンソン                | 誰も知らない本当のハワイの姿を次代に残すことを夢見る男 Part1                                 |
| 6    | 2004年11月21日 | キース・ロビンソン                | 誰も知らない本当のハワイの姿を次代に残すことを夢見る男 Part2                                 |
| 7    | 2004年11月28日 | 城戸淳二                          | 紙より薄いTVを作る、有機ELモニター                                                           |
| 8    | 2004年12月5日  | 小多美恵子                        | バリアフリー改修で老人介護をサポート                                                         |
| 9    | 2004年12月12日 | 福井栄治                          | 日本の食産業に革命を起こしたい                                                               |
| 10   | 2004年12月19日 | 西直樹                            | 世界の空と、人々の笑顔を風船で演出する                                                       |
| 11   | 2004年12月26日 | 渡邊美樹                          | 一人でも多くの夢追い人を世の中に送り出したい                                                 |
| 12   | 2005年1月9日   | 澤功                              | すべての和風旅館が外国人観光客をもてなしている観光立国・日本をつくりたい                     |
| 13   | 2005年1月16日  | 庄司正                            | ドレスの概念を覆し、安価なドレスを提供したい                                                 |
| 14   | 2005年1月23日  | 坂東元                            | 動物本来の姿を子供たちに見て欲しい Part1                                                     |
| 15   | 2005年1月30日  | 坂東元                            | 動物本来の姿を子供たちに見て欲しい Part2                                                     |
| 16   | 2005年2月6日   | 水野俊平                          | 韓国語教育を通じて日韓文化交流の架け橋になりたい                                             |
| 17   | 2005年2月13日  | 袖山卓也                          | 高齢化する日本の将来を明るいものにしたい                                                     |
| 18   | 2005年2月20日  | 天野彰                            | 地震から、命を救う家を作りたい                                                               |
| 19   | 2005年2月27日  | 福島孝徳                          | 世界に通用する脳外科医を育成したい                                                           |
| 20   | 2005年3月6日   | 廣瀬満雄                          | 本当に安全なパン作りを広め、食べた人が幸せになってもらいたい Part1                           |
| 21   | 2005年3月13日  | 廣瀬満雄                          | 本当に安全なパン作りを広め、食べた人が幸せになってもらいたい Part2                           |
| 22   | 2005年3月20日  | 関勝則                            | 流氷を調査することで、地球温暖化の現状を伝えたい                                             |
| 23   | 2005年3月27日  | 大平貴之                          | リアルな星空を見せて、本当の星空を取り戻したい                                               |
| 24   | 2005年4月3日   | 長谷川竹彦                        | 子ども達に本当の乳製品を味わって欲しい                                                       |
| 25   | 2005年4月10日  | 遠藤秀一                          | 『TUVALU』のことを世界中の人に伝えたい Part 1                                                |
| 26   | 2005年4月17日  | 遠藤秀一                          | 『TUVALU』のことを世界中の人に伝えたい Part 2                                                |
| 27   | 2005年4月24日  | 中野隆次                          | 大阪の町工場、そこで理想の自転車を作りたい                                                   |
| 28   | 2005年5月1日   | かづきれいこ                      | 日本各地にフェイシャルセラピストがいる環境を作りたい                                         |
| 29   | 2005年5月8日   | 藤崎博喜                          | 子供の五感をひらく“命の保育”ひなた村自然塾 Part1                                             |
| 30   | 2005年5月15日  | 藤崎博喜                          | 子供の五感をひらく“命の保育”ひなた村自然塾 Part2                                             |
| 31   | 2005年5月22日  | 横山千尋                          | 世界の舞台でも通用する優秀なバリスタを育て、そして純日本産のエスプレッソを作りたい           |
| 32   | 2005年5月29日  | 大和田哲男                        | 第一次産業を再び盛り上げていきたい                                                           |
| 33   | 2005年6月5日   | 井上春樹                          | 世界に通じる国際人をよりたくさん育てたい                                                     |
| 34   | 2005年6月12日  | 杉林仁一                          | 東京の伝統芸能を守り広めたい                                                                 |
| 35   | 2005年6月19日  | 木村宗慎                          | 日本の伝統文化である茶道を守り、世界中にこの素晴らしさを広めたい                             |
| 36   | 2005年6月26日  | 芳賀望                            | 日本にバレエ文化を広めたい                                                                   |
| 37   | 2005年7月3日   | 吉村正                            | 自然なお産を経験してもらい、少子化に悩む日本を救いたい                                       |
| 38   | 2005年7月10日  | 進藤晃                            | 一頭でも多くの災害救助犬を育て、一人でも多くの命を救いたい                                   |
| 39   | 2005年7月17日  | 廣中邦充                          | 心の傷を負った少年少女を更正〔ママ〕させ、新たに親を親らしく教えたい Part1                   |
| 40   | 2005年7月24日  | 廣中邦充                          | 心の傷を負った少年少女を更正〔ママ〕させ、新たに親を親らしく教えたい Part2                   |
| 41   | 2005年7月31日  | 阿部宣男                          | 日本のホタル飼育の第一人者として日本のホタルを守り広げたい                                   |
| 42   | 2005年8月7日   | 村林孝夫                          | 人が生きてきたという写真に込められた思いを後世に伝えたい                                     |
| 43   | 2005年8月14日  | 押岡定治                          | ツアーコンダクターとして、高齢者に笑顔の輪を拡げて行きたい                                   |
| 44   | 2005年8月21日  | 佐藤俊明                          | 溶岩パネルを開発してゆき、ヒートアイランドを緩和して行きたい                                 |
| 45   | 2005年8月28日  | 大野睦                            | 屋久島の自然を守り、永遠の残すために闘う女性ガイド Part1                                     |
| 46   | 2005年9月4日   | 大野睦                            | 屋久島の自然を守り、永遠の残すために闘う女性ガイド Part2                                     |
| 47   | 2005年9月11日  | 渡邊美樹・岡野雅行                | 『夢の扉』の新たな扉を開く                                                                   |
| 48   | 2005年9月18日  | 広部俊明                          | 海底探検で人類のルーツを探り、未来への架け橋になりたい                                       |
| 49   | 2005年9月25日  | 朴喜子                            | 耳の不自由な人たちに、明るい未来を提供したい                                                 |
| 50   | 2005年10月2日  | 伊藤健治                          | 新たなる挑戦に向かい、ソロモン諸島を救いたい                                                 |
| 51   | 2005年10月9日  | 蛯名武雄                          | 究極の新素材を開発して、生活に革命をもたらしたい                                             |
| 52   | 2005年10月16日 | 伊藤実喜                          | 最高の薬『笑い』を生かした医療を広めて行きたい                                               |
| 52   | 2005年10月23日 | 長屋宏和                          | 障害者が自分に合ったファッションで外出できる社会にしたい                                     |
| 53   | 2005年10月30日 | 鹿内一徳                          | 日本の伝統文化を利用して、海外交流を拡げて行きたい Part1                                     |
| 54   | 2005年11月6日  | 鹿内一徳                          | 日本の伝統文化を利用して、海外交流を拡げて行きたい Part2                                     |
| 55   | 2005年11月13日 | 石井幹子                          | 心に灯す明かりで地域復興の足がかりにしたい                                                   |
| 56   | 2005年11月20日 | ブルース・ガットラヴ              | 知的障害者の人たちにワイン製造を携わらせて、自立への手助けをしたい                           |
| 57   | 2005年11月27日 | 風呂田利夫                        | 失われて行く干潟の大切さを次世代に伝え、生物の宝庫、東京湾を守って生きたい                   |
| 58   | 2005年12月4日  | 中須賀真一                        | 手作りの小型人工衛星を上げ、地球上を覆いつくしたい                                           |
| 59   | 2005年12月11日 | 兼光治                            | 日本から世界一のジーンズを作り、繊維の町・岡山を復活させたい                                 |
| 60   | 2005年12月18日 | 外山雅章                          | 自分の持つ心臓外科の最新技術を世界に広めていきたい                                           |
| 61   | 2005年12月25日 | 山中修                            | ホームレスにも夢と生きがいを与えていきたい                                                   |
| 62   | 2006年1月8日   | 椎名勝巳                          | 障害を抱える人たちに、海の無重力の世界でリハビリを                                           |
| 63   | 2006年1月15日  | 束田進也                          | 最新技術を活かし、地震をいち早く察知して被害を防ぎたい                                       |
| 64   | 2006年1月22日  | 柿沼博彦                          | 道路と鉄路を両走行可能な車両を開発し、廃止路線を復活させたい                                 |
| 65   | 2006年1月29日  | 大川照夫                          | 欠陥住宅にメスを入れ、住み良い居住空間を拡げたい                                             |
| 66   | 2006年2月5日   | 山村和                            | 世界に拡がっているクレイジーアントを撲滅し、島特有の生態系を守りたい                         |
| 67   | 2006年2月12日  | 上田実                            | 日本に再生医療を定着させ、より多くの人たちを救いたい                                         |
| 68   | 2006年2月19日  | 西尾喜行                          | 最新技術を駆使し、世界的な名画・美術品を復活させたい                                         |
| 69   | 2006年2月26日  | 佐々木久雄                        | 海草・アカモクを育成して環境汚染から自然を取り戻したい                                       |
| 70   | 2006年3月5日   | 梯剛之                            | 自分も患い乗り越えた小児ガンを今の子供たちにも乗り越えてもらいたい                           |
| 71   | 2006年3月12日  | 伊東昭典                          | 家庭から出るゴミをリサイクルで燃料に変えて行きたい                                           |
| 72   | 2006年3月19日  | 高橋功                            | 空飛ぶ救命センターで多くの命を救いたい                                                       |
| 73   | 2006年3月26日  | 小原玲                            | 流氷が育む生命を次の世代にも繋げていきたい                                                   |
| 74   | 2006年4月2日   | 勝俣悦子                          | 海獣と生き、日本では一般的でない海獣ドクターを育てて行きたい Part1                           |
| 75   | 2006年4月9日   | 勝俣悦子                          | 海獣と生き、日本では一般的でない海獣ドクターを育てて行きたい Part2                           |
| 76   | 2006年4月16日  | 小林稔蔵                          | 樹木の病気を治療して寿命を延ばし、大切な樹木を残していきたい                                 |
| 77   | 2006年4月23日  | 雨宮清                            | 世界中に埋められた地雷を全てなくしたい Part1                                                 |
| 78   | 2006年4月30日  | 雨宮清                            | 世界中に埋められた地雷を全てなくしたい Part2                                                 |
| 79   | 2006年5月7日   | 渡邉洋子                          | 病気や怪我に苦しむ犬をリハビリで助けたい                                                     |
| 80   | 2006年5月14日  | 塩田政利                          | ガラス塗料で建築物の長寿命化・無害化を成し遂げたい                                           |
| 81   | 2006年5月21日  | 松尾隆                            | 動かせない手足を自分の意思で動かせるようにしたい                                             |
| 82   | 2006年5月28日  | 藤原清美                          | スポーツ文化の素晴らしさを、日本を問わず世界に拡げて行きたい                                 |
| 83   | 2006年6月4日   | 堀昌司                            | 平面スピーカーの技術で、音を楽しみ、世界中の騒音をなくしたい                                 |
| 84   | 2006年6月11日  | 佐藤悠二                          | 人間の病気を犬が発見し、癌予防を進めたい                                                     |
| 85   | 2006年6月18日  | 臼井二美男                        | 脚を失った人たちの一人でも多くの人へ「走る喜び」を与えたい Part1                             |
| 86   | 2006年6月25日  | 臼井二美男                        | 脚を失った人たちの一人でも多くの人へ「走る喜び」を与えたい Part2                             |
| 87   | 2006年7月2日   | 秋田憲司                          | 誰もが快適に暮せる住宅を作りたい                                                             |
| 88   | 2006年7月9日   | 森有一                            | 最先端素材で日本の農業そして医療に貢献したい                                                 |
| 89   | 2006年7月16日  | 長嶺隆                            | 絶滅に瀕している天然記念物を守りたい                                                         |
| 90   | 2006年7月30日  | 小島昭                            | 炭の浄化作用を利用して、環境を改善したい                                                     |
| 91   | 2006年8月6日   | 大谷勝                            | アミノ酸で世界中の人を健康にしたい                                                           |
| 92   | 2006年8月13日  | 阿部宣男                          | 貴重なホタルを更に多くの地域で残して行きたい                                                 |
| 93   | 2006年8月20日  | 山本博徳                          | 新しい内視鏡を開発して、発見しづらい癌を撲滅したい                                           |
| 94   | 2006年8月27日  | 永田晴紀                          | 自らが開発するロケットで新たな宇宙開発を行いたい                                             |
| 95   | 2006年9月10日  | 林基弘                            | 最新医療器材ガンマナイフで脳外科手術を簡素化したい                                           |
| 96   | 2006年9月17日  | 眞崎建次                          | 都心のビル全てに屋上菜園を作りたい                                                           |
| 97   | 2006年9月24日  | 岡本峰雄                          | 沖縄の海を彩る、サンゴ礁復活のための闘いに挑み続ける                                         |
| 98   | 2006年10月1日  | 阿部明子                          | 一人で行動出来ない人たちのために一頭でも多くの介助犬を育てたい                               |
| 99   | 2006年10月8日  | 宮嶋望                            | 世界最高のチーズを作り、日本の食技術を世界に広めたい                                         |
| 100  | 2006年10月15日 | 臼井健二                          | 究極の循環型生活で、地球に優しい生活を拡げたい                                               |
| 101  | 2006年10月22日 | 倉持仁志                          | 雑草で世界を救う！砂漠に広がる脅威の花で地球を緑化したい                                     |
| 102  | 2006年10月29日 | 豊岡信夫                          | 精神障害者を社会に復帰させて行きたい                                                         |
| 103  | 2006年11月5日  | 神戸俊平                          | アフリカの野生動物保護し、増やして行きたい（前編）                                           |
| 104  | 2006年11月12日 | 神戸俊平                          | アフリカの野生動物保護し、増やして行きたい（後編）                                           |
| 105  | 2006年11月19日 | 多田鐸介                          | 介護食に革命を起こし、豊かな高齢化社会にしたい                                               |
| 106  | 2006年11月26日 | 松島興治郎                        | 絶滅の危機にあるコウノトリを救いたい                                                         |
| 107  | 2006年12月3日  | 名取美和                          | タイのエイズ孤児が自立できる道を作って行きたい                                               |
| 108  | 2006年12月10日 | フィオナ・ミドルトン              | 迷子の動物を育てて、野生に戻してあげたい                                                     |
| 109  | 2006年12月17日 | フィオナ・ミドルトン              | 迷子の動物を育てて、野生に戻してあげたい Part II                                             |
| 110  | 2006年12月24日 | 堀田健一                          | 障害者の方たちが自らの力での移動手段を持たせたい                                             |
| 111  | 2007年1月7日   | 雨宮清                            | カンボジアの地雷原を、更に進化した地雷処理機でなくしたい Part1                               |
| 112  | 2007年1月14日  | 雨宮清                            | カンボジアの地雷原を、更に進化した地雷処理機でなくしたい Part2                               |
| 113  | 2007年1月21日  | 奥野哲治                          | 血管内治療で難病に悩む人たちを救いたい Part1                                                 |
| 114  | 2007年1月28日  | 奥野哲治                          | 血管内治療で難病に悩む人たちを救いたい Part2                                                 |
| 115  | 2007年2月4日   | 大島秀斗・吉沢伸夫                | 新たな建築素材を使い、地球と人に優しい家を建てたい                                           |
| 116  | 2007年2月11日  | 与座聡                            | 世界に形成外科の技術で笑顔を輪を広げたい                                                     |
| 117  | 2007年2月18日  | 石井幹子                          | 街に美しいあかりを灯し、人々の心をライトアップしたい                                         |
| 118  | 2007年2月25日  | 渡邊剛                            | 天使の手と呼ばれる医療技術で心臓病を治し続けたい                                             |
| 119  | 2007年3月4日   | 吉岡大祐                          | 医療が根付くまで、僕の鍼で貧しい人々を救いたい                                               |
| 120  | 2007年3月11日  | 赤星隆幸                          | 独自技術で失明の恐怖に怯える人々を救いたい                                                   |
| 121  | 2007年3月18日  | エリザベス・オリバー              | 1頭でも多くの動物の命を守りたい                                                              |
| 122  | 2007年3月25日  | 桑山正成                          | 白血病やガンを患った未婚女性の回復後の人生を豊かにしてあげたい                               |
| 123  | 2007年4月1日   | 遠藤秀一                          | 『TUVALU』のことを世界中の人に伝えて行きたい                                                 |
| 124  | 2007年4月8日   | 小林宏                            | 人工筋肉で、来るべき高齢化社会を救いたい                                                     |
| 125  | 2007年4月15日  | 風祭喜一                          | 視覚障害者にスポーツの楽しさを取り戻させたい                                                 |
| 126  | 2007年4月22日  | 長谷川順一                        | 災害に遭い、困っている人たちを助けたい                                                       |
| 127  | 2007年4月29日  | 秋山利輝                          | 新たな、日本伝統の家具職人を育てて行きたい                                                   |
| 128  | 2007年5月6日   | 松村正利                          | ひまわりを利用して世界を救いたい                                                             |
| 129  | 2007年5月13日  | 古川健                            | 日本初の野外体験型水族館を通して、自然の大切さを子供たちに伝えたい                           |
| 130  | 2007年5月20日  | 古川健                            | 日本初の野外体験型水族館を通して、自然の大切さを子供たちに伝えたい Part II                   |
| 131  | 2007年5月27日  | 石本康規                          | 体操というスポーツを通して、ジャマイカの子供たちの教育をしていきたい                         |
| 132  | 2007年6月3日   | 森幸一                            | 究極の省エネで、地球温暖化を救いたい                                                         |
| 133  | 2007年6月10日  | 牧野幸江                          | 丈夫な赤ちゃんを産める環境を作りたい                                                         |
| 134  | 2007年6月17日  | 中井松幸                          | 足に障害を持つ人のためのオシャレな靴を作りたい                                               |
| 135  | 2007年6月24日  | 白石利郎                          | 希少動物を守り、未来に残して行きたい                                                         |
| 136  | 2007年7月1日   | 田中隆                            | どんなものでも作り出し、世の中のためになりたい                                               |
| 137  | 2007年7月8日   | 吉田彰                            | 森を作り、動物を呼び戻したい                                                                 |
| 138  | 2007年7月15日  | 石松隆和                          | ものづくりの力で、安くて役立つ福祉機器を作りたい                                             |
| 139  | 2007年7月22日  | 銀座ミツバチプロジェクト 田中淳夫 | 伝統ある銀座をミツバチで新たに活気づけたい                                                   |
| 140  | 2007年7月29日  | 吉岡秀人                          | 発展途上国の子供達をより多く救いたい                                                         |
| 141  | 2007年8月12日  | 辻本誠                            | ドライミストでヒートアイランド現象を緩和したい                                               |
| 142  | 2007年8月19日  | 三村仁司                          | 人々を足元からサポートしたい                                                                 |
| 143  | 2007年9月9日   | 樋江井亘                          | 車イスの子供たちに登山の喜びを味わってもらいたい                                             |
| 144  | 2007年9月16日  | 齋藤勝                            | 聴覚障害者のための道具を作って行きたい                                                       |
| 145  | 2007年9月23日  | 諏訪義典                          | 最新技術で優秀な盲導犬を増やし、盲導犬不足を解消したい                                       |
| 146  | 2007年9月30日  | グスタフ・ストランデル            | スウェーデン式ノウハウで認知症患者と家族を苦しみから救いたい                                 |
| 147  | 2007年10月7日  | 永田晴紀                          | 自らが開発するロケットで新たな宇宙開発を行いたい Part II                                     |
| 148  | 2007年10月14日 | 馬塚丈司                          | 子供たちにウミガメを守ることで自然の大切さを伝えたい                                         |
| 149  | 2007年10月21日 | 荒川朋子                          | 世界の貧困地域に多くの農業技術を伝えたい                                                     |
| 150  | 2007年11月4日  | 清塚光夫                          | レスキュー技術を上げて、一人でも多くの命を救いたい                                           |
| 151  | 2007年11月11日 | 清塚光夫                          | レスキュー技術を上げて、一人でも多くの命を救いたい Part II                                   |
| 152  | 2007年11月18日 | 松藤展和                          | 地盤沈下や災害で傾いた家屋を素早く直す工法を確立したい                                       |
| 153  | 2007年11月25日 | 溝口俊夫                          | 野生動物と人間の共生を確立させたい                                                           |
| 154  | 2007年12月2日  | 溝口俊夫                          | 野生動物と人間の共生を確立させたい Part II                                                   |
| 155  | 2007年12月9日  | 早川一光                          | 訪問医療を通じて、高齢者の悩みを解消したい                                                   |
| 156  | 2007年12月16日 | 岡田貴彦                          | 天然マグロを守るため、クロマグロ完全養殖に挑む                                               |
| 157  | 2007年12月23日 | 岡田豊                            | 離島の人たちの健康を守って行きたい                                                           |
| 158  | 2008年1月6日   | 岡田豊                            | 離島の人たちの健康を守って行きたい Part II                                                   |
| 159  | 2008年1月13日  | 坪内俊憲                          | 野生動物と人間が共生出来る世界を作っていきたい                                               |
| 160  | 2008年1月20日  | 坪内俊憲                          | 野生動物と人間が共生出来る世界を作っていきたい Part II                                       |
| 161  | 2008年1月27日  | 青山裕史                          | 天ぷら油を燃料に変えて、環境問題を改善していきたい                                           |
| 162  | 2008年2月3日   | 速水浩平                          | 振動で新たなエコエネルギーを開発していきたい                                                 |
| 163  | 2008年2月10日  | 佐喜眞保                          | 軽量間接装具で関節症を矯正していきたい                                                       |
| 164  | 2008年2月17日  | 横井浩史                          | ハイテク義手を一刻も早く実用化し、腕を失った人たちのための力になりたい                       |
| 165  | 2008年2月24日  | 横井浩史                          | ハイテク義手を一刻も早く実用化し、腕を失った人たちのための力になりたい Part II               |
| 166  | 2008年3月2日   | ニコライ・モロゾフ                | 日本の子供たちの可能性を広げて行きたい                                                       |
| 167  | 2008年3月9日   | 北條友梨                          | カンボジアにたくさんの学校を作っていきたい                                                   |
| 168  | 2008年3月16日  | 山中龍宏                          | 子供の家庭で起こる事故死をなくしたい                                                         |
| 169  | 2008年3月23日  | 山本純郎                          | 北海道の大切な動物を守っていきたい                                                           |
| 170  | 2008年3月30日  | 村林孝夫                          | 写真を復元する技術を高め、過去の貴重な写真を復活させたい                                     |
| 171  | 2008年4月13日  | 正井潔                            | 発展途上国に救急システムを確立したい                                                         |
| 172  | 2008年4月20日  | 渡邊香代子                        | アレルギーの子供たちに美味しいケーキを食べて欲しい                                           |
| 173  | 2008年4月27日  | 岩崎安博                          | 危険な山岳地帯での救急システムを成功させたい                                                 |
| 174  | 2008年5月4日   | 塩家吹雪                          | 目の不自由な人にも走る喜びを与えて行きたい                                                   |
| 175  | 2008年5月11日  | 宅重豊彦                          | 痛くない歯科治療を全国に広げていきたい                                                       |
| 176  | 2008年5月18日  | 山本俊政                          | 新たな水を利用して、山で魚を育てたい                                                         |
| 177  | 2008年5月25日  | 木村修                            | 農業テーマパークを作り、農業の大切さを伝えたい                                               |
| 178  | 2008年6月1日   | 小島昭                            | 炭で地球を救いたい Part II                                                                   |
| 179  | 2008年6月8日   | 山田朱織                          | 肩こりの悩む人たちを救いたい                                                                 |
| 180  | 2008年6月15日  | ドクトル雨水村瀬誠                | 雨水を有効利用して大事な水資源を守って行きたい                                               |
| 181  | 2008年6月22日  | 西里美                            | 地球温暖化の影響で死んでいく小さな命を少しでも多く救ってあげたい                             |
| 182  | 2008年6月29日  | 高橋清孝                          | 日本の湖沼の生態系を取り戻したい                                                             |
| 183  | 2008年7月6日   | 塩田眞                            | 24時間体制でペットの命を救って行きたい                                                       |
| 184  | 2008年7月13日  | 石部基実                          | 股関節の病気に苦しむ人たちを助けてあげたい                                                   |
| 185  | 2008年7月20日  | 長島磯五郎、清水浩                | 化石燃料に代わる燃料を作り出していきたい                                                     |
| 186  | 2008年7月27日  | 媚山政良                          | 雪冷房で地球にも体にも優しい冷房システムを作っていきたい                                     |
| 187  | 2008年8月3日   | 松本葉介                          | 世界初となるマンタの育成を成功させたい                                                       |
| 188  | 2008年8月10日  | 松本葉介                          | 世界初となるマンタの育成を成功させたい Part II                                               |
| 189  | 2008年8月17日  | 齋藤純子                          | 馬の力で障害者の心と身体を元気にしたい                                                       |
| 190  | 2008年8月24日  | 小原宏之                          | 水素を利用したエコカーを作り燃料不足を解消したい                                             |
| 191  | 2008年8月31日  | 岡本峰雄                          | 沖縄の海を彩るサンゴ礁復活のための闘いに挑み続ける                                           |
| 192  | 2008年9月7日   | 佐藤俊明                          | 地球温暖化を溶岩で防止したい                                                                 |
| 193  | 2008年9月14日  | 藤田正吉                          | 災害に対応するシステムと準備を進めて行きたい                                                 |
| 194  | 2008年9月21日  | 中里勝芳、藤村靖之                | 新たな発想で電力供給を作り出したい                                                           |
| 195  | 2008年9月28日  | 臼井二美男                        | 脚を失った人に走る喜びを与えたい                                                             |
| 196  | 2008年10月5日  | 臼井二美男                        | 脚を失った人に走る喜びを与えたい Part II                                                     |
| 197  | 2008年10月12日 | 井上徹英                          | 離島の人たち命をドクターヘリで守りたい                                                       |
| 198  | 2008年10月19日 | 緒川修治                          | 有人宇宙飛行機の開発を成功させたい                                                           |
| 199  | 2008年10月26日 | 菅野米蔵                          | 全盲者にも楽しく街を歩く喜びを与えたい                                                       |
| 200  | 2008年11月2日  | 菅野米蔵                          | 全盲者にも楽しく街を歩く喜びを与えたい Part II                                               |
| 201  | 2008年11月16日 | 村林新吾                          | スペシャリスト高校生を育てて行きたい                                                         |
| 202  | 2008年11月23日 | 富田英                            | 心臓病に悩む子供たちを助けて行きたい                                                         |
| 203  | 2008年11月30日 | 三谷明彦                          | 新たな冷凍技術で物流システムや医療問題を救いたい                                             |
| 204  | 2008年12月7日  | 進藤奈邦子                        | 世界で起こるパンデミックの恐怖から人間を守る                                                 |
| 205  | 2008年12月14日 | 進藤奈邦子                        | 世界で起こるパンデミックの恐怖から人間を守る Part II                                         |
| 206  | 2008年12月21日 | 塚本康浩                          | ダチョウから作った抗体マスクで人類を救いたい                                                 |
| 207  | 2008年12月28日 | 竹島多賀夫                        | 片頭痛に悩む人たちを助けて行きたい                                                           |
| 208  | 2009年1月4日   | 下山勲                            | 家庭に役立つ、未来のロボットを作って行きたい                                                 |
| 209  | 2009年1月11日  | 片野清美                          | 24時間保育で子供のオアシスを作り少子化を食い止めたい                                         |
| 210  | 2009年1月18日  | 鈴木康弘・遠田晋次                | 活断層調査で地震の恐怖を取り払いたい                                                         |
| 211  | 2009年1月25日  | 田中徹                            | 新たなアミノ酸で明るい未来を作って行きたい                                                   |
| 212  | 2009年2月1日   | 千葉金夫                          | 見えない泡で食の安心・安全を実現したい                                                       |
| 213  | 2009年2月8日   | 秋山利輝                          | 一流の家具職人を育て、世に送り出したい Part2                                                 |
| 214  | 2009年2月15日  | 岩井良博                          | 工場から出る排熱で家庭の冷暖房をまかないたい                                                 |
| 215  | 2009年2月22日  | 阿左美哲男                        | 天然氷を通して自然環境を見守りたい                                                           |
| 216  | 2009年3月1日   | アーロン・レイズ                  | ペットの安全を確保して行きたい                                                               |
| 217  | 2009年3月8日   | 亀田藤雄                          | 障害者のための自動車運転を開発して行きたい                                                   |
| 218  | 2009年3月15日  | 金山泰雄                          | 地球温暖化に優しい、交通システムを作りたい                                                   |
| 219  | 2009年3月22日  | 奈佐誠司                          | 車いす生活を少しでも快適にしていきたい                                                       |
| 220  | 2009年3月29日  | 遠藤拓郎                          | 不眠に悩む人たちを助けて行きたい                                                             |
| 221  | 2009年4月5日   | 坂本祥一                          | 地震から大切な家を守る技術を作って行きたい                                                   |
| 222  | 2009年4月12日  | 生田幸士                          | マイクロロボットを現代医療に役立てたい                                                       |
| 223  | 2009年4月19日  | 菱川良夫                          | 粒子線治療法をがん治療法として普及させたい                                                   |
| 224  | 2009年4月26日  | 秋冨慎司                          | 突然の災害から人命を救って行きたい Part I                                                    |
| 225  | 2009年5月3日   | 秋冨慎司                          | 突然の災害から人命を救って行きたい Part II                                                   |
| 226  | 2009年5月10日  | 山田啓次                          | ものづくり好きな生徒を多く育てたい                                                           |
| 227  | 2009年5月17日  | 遠藤秀一                          | 海に沈む島を何とか救いたい                                                                   |
| 228  | 2009年5月24日  | 高井治                            | 超はっ水技術を、世の中に役立てていきたい                                                     |
| 229  | 2009年5月31日  | 小林久隆・浦野泰照                | がん細胞を光らせ、再発を防ぎたい                                                             |
| 230  | 2009年6月7日   | 辻本誠                            | 人に優しい霧で暑い夏を救いたい                                                               |
| 231  | 2009年6月14日  | 清水ウメ子                        | 非行や引きこもりになった生徒を学校に行かせたい                                               |
| 232  | 2009年6月21日  | 横井浩史                          | ハイテク義手を一刻も早く実用化し、腕を失った人たちのための力になりたい Part III              |
| 233  | 2009年6月28日  | 小泉正行                          | 天然アユを東京の河川に蘇らせたい                                                             |
| 234  | 2009年7月5日   | 安田冬彦                          | 救命救急のシステムと後進の育成を確立したい                                                   |
| 235  | 2009年7月12日  | 杉本和信                          | 南国の過疎に困る島を救いたい                                                                 |
| 236  | 2009年7月19日  | 塚本康弘                          | 新型インフルエンザに効果のあるワクチンなどを作りたい                                         |
| 237  | 2009年7月26日  | 渋谷正信                          | 海草を根付かせ豊かな海を取り戻したい                                                         |
| 238  | 2009年8月2日   | 石井裕                            | 未来のビジョンを生み出し続けたい                                                             |
| 239  | 2009年8月9日   | 田所諭                            | 災害現場で活躍する夢のレスキューロボットを開発したい                                         |
| 240  | 2009年8月16日  | 西窪武                            | 動物園の動物に食を通じて元気になってもらい、繁殖にもつながるようにして行きたい               |
| 241  | 2009年8月30日  | 金平実・山本正幸                  | 新たなコーティングガラスを作り都会の暑さを緩和したい＆苔を利用して生活環境を良くして行きたい |
| 242  | 2009年9月6日   | 鈴木直樹                          | バーチャル医療システムで、太古の生物を研究解析して役立てたい                                 |
| 243  | 2009年9月13日  | 野口宗則                          | 日本から歯周病を無くしたい                                                                   |
| 244  | 2009年9月20日  | 武藤佳恭                          | 熱の温度差を利用した発電システムを作りたい                                                   |
| 245  | 2009年9月27日  | 中村繁夫                          | レアメタルの確保のために世界を駆けまわり、日本ハイテク産業を守って行きたい                   |
| 246  | 2009年10月4日  | 亀崎直樹                          | 傷付いたウミガメを助けて行きたい                                                             |
| 247  | 2009年10月11日 | 佐野恵一                          | バリアフリー社会を確立していきたい                                                           |
| 248  | 2009年10月18日 | 能澤公擴                          | 大切な資源を無駄にしないようリサイクルしたい                                                 |
| 249  | 2009年10月25日 | 越智光夫                          | 軟骨を再生する技術を高めて膝の障害を無くしていきたい                                         |
| 250  | 2009年11月1日  | 若林克彦                          | 事故の起きない精巧なナットを作って行きたい                                                   |
| 251  | 2009年11月8日  | 片山一平                          | 高校生の力で世界遺産を救いたい                                                               |
| 252  | 2009年11月15日 | 林基弘                            | ガンマナイフを遠隔操作で行い助かる命を救いたい                                               |
| 253  | 2009年11月22日 | 桑原豊                            | 自らの理念を浸透させ、更なるビジネスを展開させたい                                           |
| 254  | 2009年11月29日 | 糸魚川辰男                        | 新たな人材を育成し、多くの命を救って行きたい                                                 |
| 255  | 2009年12月6日  | 鈴木直樹                          | バーチャル医療システムで、未来の医学を現実にしたい                                           |
| 256  | 2009年12月13日 | 稲田博史                          | LEDを利用して日本の漁業を救いたい                                                            |
| 257  | 2009年12月27日 | 鳴沢真也                          | 地球外知的生命体の科学的探査を続けて行きたい                                                 |
| 258  | 2010年1月10日  | 星野佳路                          | 京都から日本の旅館の素晴らしさを海外に向けて発信していきたい                                 |
| 259  | 2010年1月17日  | 舘内端                            | 持続可能な車社会を実現したい                                                                 |
| 260  | 2010年1月24日  | 白木学                            | 世界最小モーターを開発してあらゆる製品の小型化に役立てたい                                   |
| 261  | 2010年1月31日  | 広瀬茂男                          | 水中ロボット開発で人命救助に役立てたい                                                       |
| 262  | 2010年2月7日   | 豊重哲郎                          | 行政に頼らず、活性化する村づくりを進めて行きたい                                             |
| 263  | 2010年2月14日  | 小宮山栄                          | 鏡を利用して役に立つ製品を作っていきたい                                                     |
| 264  | 2010年2月21日  | 岡田貴彦                          | 養殖マグロを安定供給して行きたい                                                             |
| 265  | 2010年2月28日  | 白木学                            | 世界最小モーターを開発してあらゆる製品の小型化に役立てたい                                   |
| 266  | 2010年3月7日   | 野口勝明                          | 町の温泉を利用して町を活性化したい                                                           |
| 267  | 2010年3月14日  | 安保雅博                          | 脳機能障害の改善策に革命をもたらしたい                                                       |
| 268  | 2010年3月21日  | 小紫公也                          | 次世代ロケットを実現したい                                                                   |
| 269  | 2010年3月28日  | 越智伸一朗                        | 神戸の古き良き味を現代に甦らせたい                                                           |
| 270  | 2010年4月4日   | 遠藤知幸                          | 静かで速い新幹線を作り続けて行きたい                                                         |
| 271  | 2010年4月11日  | 秋元義彦                          | パンの缶詰で世界の飢餓や被災地を救いたい                                                     |
| 272  | 2010年4月18日  | 田尻久雄                          | 内視鏡の技術を進化させて早期治療を発展させたい                                               |
| 273  | 2010年4月25日  | 村上正隆                          | 人工的に雪を降らせる技術を確立して行きたい                                                   |
| 274  | 2010年5月2日   | 金田義行                          | 大地震発生の予測システムを確立したい                                                         |
| 275  | 2010年5月9日   | 伊藤瞭介                          | 小型風力発電で、クリーンエネルギーを広めて行きたい                                           |
| 276  | 2010年5月16日  | 川野恵一郎                        | 高齢化が進むなか、熟年者に新たなレジャーと喜びを提供したい                                   |
| 277  | 2010年5月23日  | 小池英樹                          | 次世代コンピュータを開発し、快適な生活を提供したい                                           |
| 278  | 2010年5月30日  | 大矢正昭                          | 規格外の野菜を捨てずに再利用していきたい                                                     |
| 279  | 2010年6月6日   | 工藤和美                          | 今の教育制度にあった校舎をデザインして、子供たちにより良い教育を受けさせてあげたい           |
| 280  | 2010年6月13日  | 西辻一真                          | 農業に向き合う人々を増やし耕作放棄地をゼロにしたい                                           |
| 281  | 2010年6月20日  | 髙尾正樹                          | 古着から再生エネルギーを作り出して行きたい                                                   |
| 282  | 2010年6月27日  | 安藤直人                          | 日本の森林を守るために木材の有効利用を考えたい                                               |
| 283  | 2010年7月4日   | 高砂樹史                          | 離島ならではの素朴なもてなしで観光業を成立させたい                                           |
| 284  | 2010年7月11日  | 中西吉洋                          | テレビを見ることができない世界の人々にスポーツの感動を与えたい                               |
| 285  | 2010年7月18日  | 田中秀樹                          | 減りつつあるうなぎの完全養殖を成功させたい                                                   |
| 286  | 2010年7月25日  | 生坂政臣                          | 患者への負担を少なくする総合診療を確立させたい                                               |
| 287  | 2010年8月1日   | 平賀督基                          | 携帯電話のカメラ技術向上で新たな可能性を作って行きたい                                       |
| 288  | 2010年8月8日   | 萬田富治                          | 100％自給自足の牧場で、地球を大事にしたい                                                    |
| 289  | 2010年8月15日  | 西村恵治                          | ネットを利用して、格安の旅行を提供して行きたい                                               |
| 290  | 2010年8月22日  | 黒田裕之                          | 海外の水族館を日本の技術で変えて行きたい                                                     |
| 291  | 2010年8月29日  | 伊藤武                            | 山登りの難しさを伝え、遭難者をなくして行きたい                                               |
| 292  | 2010年9月5日   | 石川正俊                          | 最先端のロボットを作り続けたい                                                               |
| 293  | 2010年9月12日  | 阪本恵子                          | 納豆菌できれいな水を取り戻したい                                                             |
| 294  | 2010年9月26日  | 勝俣英雄                          | 絶対に揺れない技術で、地震の被害をなくしたい                                                 |
| 295  | 2010年10月3日  | 渡辺淳                            | 歩くことを諦めていた脊髄損傷者を自分で歩けるようにさせたい                                   |
| 296  | 2010年10月10日 | 小濱泰昭                          | 環境問題も考えた新しい交通システムを作り上げたい                                             |
| 297  | 2010年10月17日 | 鈴木清美                          | 潮流発電を成功させ、日本のエネルギー自給率を向上させたい                                     |
| 298  | 2010年10月24日 | 出雲充                            | ミドリムシの秘めた力で地球を救いたい                                                         |
| 299  | 2010年10月31日 | 戸恒浩人                          | 光の力で日本の技と美意識を世界へ伝えたい                                                     |
| 300  | 2010年11月7日  | 舩岡正光                          | 木から作るプラスティックで世界を変えたい                                                     |
| 301  | 2010年11月14日 | 三浦猛・智恵美夫妻                | 地球温暖化から起こる海の生態系の変化を逆転の発想で防いで行きたい                             |
| 302  | 2010年11月21日 | 矢野和男                          | 人間社会を科学で解明して行きたい                                                             |
| 303  | 2010年11月28日 | 宮崎徹                            | 生活習慣病から引き起こされる糖尿病などを体内の物質でコントロールして防ぎたい                 |
| 304  | 2010年12月5日  | 青木康次                          | 温室効果ガスの排出量取引で世界を救いたい                                                     |
| 305  | 2010年12月12日 | 石田秀輝                          | 自然の力から得る研究で未来を変えて行きたい                                                   |
| 306  | 2010年12月19日 | 新井秀雄                          | ゼロエネルギービルを可能にする太陽光照明を広めて行きたい                                     |
| 307  | 2010年12月26日 | 大和雅之                          | 細胞シートによる再生医療を確立させたい                                                       |
| 308  | 2011年1月9日   | 堀昌司                            | 音で生活環境を良くしたい                                                                     |
| 309  | 2011年1月16日  | 林﨑良英                          | 自分の体を予め理解して、自分で病気を早期発見できるシステムを作りたい                         |
| 310  | 2011年1月23日  | 岡島麻衣子                        | ハイテク産業を地元の食材で救いたい                                                           |
| 311  | 2011年1月30日  | 駒崎弘樹                          | 育児環境を改善し、仕事と育児の両立が当たり前の社会を実現したい                               |
| 312  | 2011年2月6日   | 新宅光男                          | 足元から身体を健康にし、日本を元気にしたい                                                   |
| 313  | 2011年2月13日  | 斎藤充                            | 骨質という考えを取り入れ、新たな骨の治療法を確立したい                                       |
| 314  | 2011年2月20日  | 庄司日出夫                        | 英語で保育をし、教育を改革、未来の国際人を育てたい                                           |
| 315  | 2011年2月27日  | 岸利治                            | 自己治癒能力を持ったコンクリートを開発し、修復のない建造物を造り出して行きたい               |
| 316  | 2011年3月6日   | 速水浩平                          | 振動の力をあらゆるエネルギーに変えて行きたい                                                 |
| 317  | 2011年3月20日  | 小池英樹                          | ディスプレイ技術を向上して、究極の使いやすい次世代コンピュータをつくって行きたい             |
| 318  | 2011年3月27日  | 牛場潤一                          | 最新テクノロジーを活かしたリハビリテーション医療を確立したい                                 |
| 319  | 2011年4月3日   | 五十嵐里香                        | 看護師としての立場で地域医療の向上に貢献したい                                               |

## 放送休止
- 2006年以降は世界陸上開催の時期は世界陸上中継で放送休止となる。
- 2006年1月1日は『最強の男は誰だ!壮絶筋肉バトル!!スポーツマンNo.1決定戦XXXI』を放送のため、休止。
- 2006年7月23日はプロ野球サンヨーオールスターゲームの第2戦中継（7月22日は降雨中止となったため）のため、放送休止となった。
- 2006年12月31日は『K-1 PREMIUM 2006 Dynamite!!』を放送のため、休止。
- 2007年12月30日は『第49回 輝く!日本レコード大賞』を放送のため、休止。
- 2008年4月6日は『THE世界遺産』の開始記念1時間スペシャルを放送し、休止となった。
- 2011年3月13日は11日に発生した東日本大震災による報道特別番組により、休止となった。

## 番組CM
2010年10月から本番組のCMが放送されている。平賀源内など江戸時代の偉人が登場し、本番組を薦める流れになっている。